# Većeslav Cvetko
Cvetko Vjećeslav, Flores
Rođen je 1917. u Zagrebu. Španjolski borac, komunist, partizan, narodni heroj. Cvetko, pod imenom Kalc, strijeljan je krajem listopada 1941. u Maksimiru.